# Stojan Jordanow
Stojan Iwanow Jordanow (bułg. Стоян Иванов Йорданов, ur. 29 stycznia 1944 w Sofii) – bułgarski piłkarz, występujący na pozycji bramkarza, oraz trener piłkarski.

## Kariera piłkarska
Jest wychowankiem Akademika Sofia. Jednak już w wieku siedemnastu lat przeszedł do CSKA Sofia, w którego seniorskiej drużynie grał przez niemal całą swoją piłkarską karierę: od 1961 do 1977. Z zespołem, który w tamtym okresie prowadzili Krum Milew (1961–1964), Stojan Ormandżiew (1965–1969) oraz Manoł Manołow (1969–1975), zdobył osiem tytułów mistrza Bułgarii, pięć raz wygrywał rozgrywki o Puchar Armii Sowieckiej i raz – w sezonie 1966-1967 – awansował do półfinału Pucharu Europejskich Mistrzów Krajowych. Łącznie w barwach CSKA wystąpił w 241 meczach. Po odejściu z tego klubu grał jeszcze w FK Sliwen i Czerno More Warna, gdzie w wieku trzydziestu trzech pięciu zakończył piłkarską karierę.
Należy do jednego z lepszych pokoleń w historii bułgarskiej piłki nożnej (jest rówieśnikiem m.in. Dimityra Penewa, Christo Bonewa, Georgi Asparuchowa, Dobromira Żeczewa i Petyra Żekowa); podobnie jak wielu innych jego kolegów na przełomie lat 60. i 70. odnosił sukcesy nie tylko w barwach klubowych, ale również zanotował wiele udanych występów z reprezentacją. W 1968 roku wywalczył srebro na Igrzyskach Olimpijskich: był pierwszym bramkarzem drużyny prowadzonej przez Georgiego Berkowa. Ponadto brał udział w Mundialu 1970, na którym Bułgarzy odpadli już po fazie grupowej. Zagrał tylko w ostatnim spotkaniu z Meksykiem (1:1), po tym, jak Simeon Simeonow w dwu pierwszych meczach przepuścił osiem goli.

## Sukcesy piłkarskie
- mistrzostwo Bułgarii 1962, 1966, 1969, 1971, 1972, 1973, 1975 i 1976, wicemistrzostwo Bułgarii 1968, 1970, 1974 i 1977, Puchar Armii Sowieckiej 1965, 1969, 1972, 1973 i 1974 oraz półfinał Pucharu Europejskich Mistrzów Krajowych z CSKA Sofia

## Kariera szkoleniowa
Po zakończeniu kariery piłkarskiej rozpoczął pracę szkoleniową. Pięciokrotnie był zatrudniony w CSKA Sofia jako asystent pierwszego trenera lub trener bramkarzy: w latach 1980–1983, 1990–1994, 2000–2003, 2005 i od 2007. W międzyczasie samodzielnie prowadził FK Montana i reprezentację Bułgarii U-21.